# Kranjčići
Kranjčići is een plaats in de gemeente Svetvinčenat in de Kroatische provincie Istrië. De plaats telt 83 inwoners (2001).